# Mette Vestergaard
Mette Vestergaard Larsen (Tåstrup, 27 de novembro de 1975) é uma ex-handebolista profissional dinamarquesa, bicampeã olímpica.
Mette Vestergaard fez parte dos elencos medalha de ouro, de Sydney 2000 e Atenas 2004.